# Daniel van den Queborn

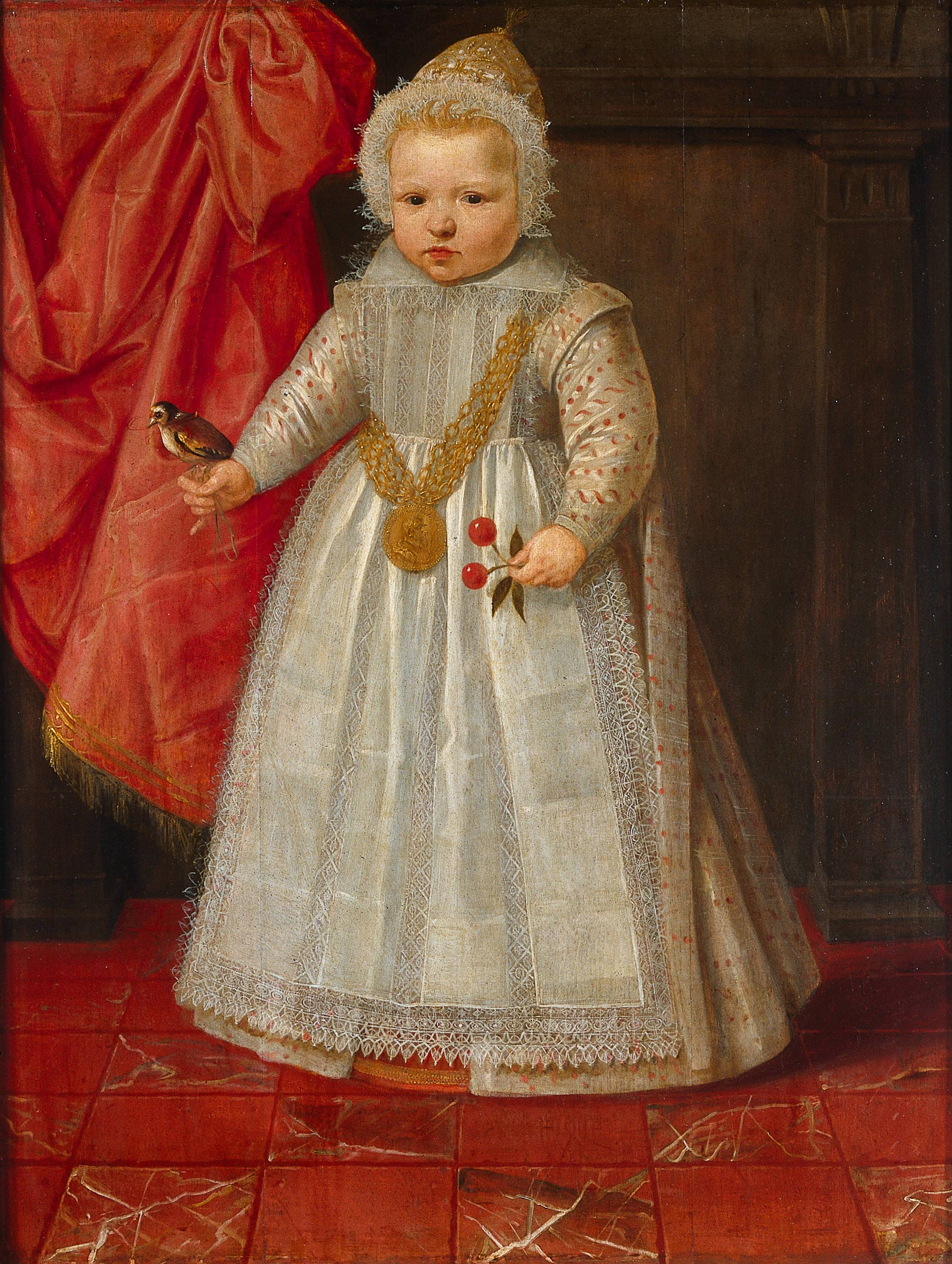
Un băiat de 18 luni în 1604, posibil Lodewijk, fiul ilegitim al Prințului Maurits. Pasărea de pe mână simbolizează un viitor ca șoimar, un sport rezervat nobilimii.

Daniël van den Queborn (n. 1552, Antwerpen, Țările de Jos Habsburgice⁠(d) – d. 1602, Haga, Comitatul Olanda, Provinciile Unite) a fost un pictor neerlandez din perioada epocii de aur.

## Biografie
Van den Queborn s-a născut la Anvers. Potrivit lui RKD, a devenit membru al Breslei Sfântului Luca din Anvers în 1577, dar a părăsit orașul și s-a alăturat breslei din Middelburg în 1579. În 1594 a devenit pictor de curte al prințului Maurits. A murit la Haga.